# 東原和成
東原 和成（とうはら かずしげ、1966年 - ）は、日本の生命科学者。東京大学大学院農学生命科学研究科応用生命化学専攻教授。専門は嗅覚などの生物の化学受容の分子メカニズム。

## 概要
かつては俳優を志していたと言われる。高校や大学ではテニスに打ち込んだ。
大学の卒業研究で有機化学の論文を出版した後に渡米し、昆虫の幼若ホルモンの研究で博士号を取得した。その後、博士研究員として、のちにノーベル化学賞を受賞するレフコウィッツ研究室でGタンパク質共役受容体 (GPCR) の研究に従事した。日本に帰国後、嗅覚受容体の機能解析に成功し、その後東京大学の柏キャンパスに研究室を立ち上げ、匂いやフェロモンの受容機構に関する研究を、マウス、魚、昆虫、植物といった幅広い生物種を対象に行った。教授昇進後には弥生キャンパスに移動し、ERATOや特別推進研究等の大型公的予算を獲得しながらヒトも対象に含めた研究を遂行している。
主な研究業績としては、哺乳類の嗅覚受容体の機能解析、涙に性フェロモンが含まれることの発見、昆虫の嗅覚受容体が哺乳類のようなGPCR型ではなくイオンチャネル型の活性を持つことの発見などが挙げられる。
日本の教育や研究についての提言も学術誌に発表した。2023年1月からは生物科学学会連合の代表を務め、科研費倍増の署名活動などを行った。
共書として「ワインの香り」（虹有社）、編書として「化学受容の科学」（化学同人）、「Pheromone Signalinng: Methods and Protocols」(Springer) などがある。

## 略歴
- 1985年 麻布高等学校卒業[2]
- 1985年 東京大学理科一類入学
- 1989年 東京大学農学部農芸化学科卒業（森謙治研究室）
- 1993年 ニューヨーク州立大学ストーニー・ブルック校化学科博士課程修了（Glenn Prestwich研究室、Ph.D. in biological chemistry）
- 1993年 デューク大学医学部博士研究員（ロバート・レフコウィッツ研究室）
- 1995年 東京大学医学部脳研究施設生化学部門助手
- 1998年 神戸大学バイオシグナル研究センター助手
- 1999年 東京大学大学院新領域創成科学研究科先端生命科学専攻助教授
- 2009年 東京大学大学院農学生命科学研究科応用生命化学専攻教授[11]
- 2012-2018年 科学技術振興機構 (JST) ERATO東原化学感覚シグナルプロジェクト研究総括兼任

## 受賞歴
- 2006年 Frank Allison Linville's RH Wright Award in Olfactory Research
- 2008年 塚原仲晃記念賞
- 2009年 日本学士院学術奨励賞
- 2015年 井上学術賞
- 2017年 Kunio Yamazaki Distinguished Lectureship Award